# Selenia juliaria
Selenia juliaria är en fjärilsart som beskrevs av Adrian Hardy Haworth 1809. Selenia juliaria ingår i släktet Selenia och familjen mätare. Inga underarter finns listade.